# Opius euplasticus
Opius euplasticus är en stekelart som beskrevs av Fischer 1972. Opius euplasticus ingår i släktet Opius och familjen bracksteklar. Inga underarter finns listade i Catalogue of Life.